# Jackie Cooper
Jackie Cooper, född John Cooper, Jr. den 15 september 1922 i Los Angeles, Kalifornien, död 3 maj 2011 i Beverly Hills, Kalifornien, var en amerikansk skådespelare, regissör och producent. Han var en av de barnskådespelare som klarade övergången till en skådespelarkarriär även som vuxen. Han är den yngste som Oscarnominerats i kategorin Bästa manliga huvudrollsskådespelare, för titelrollen i filmen Skippy (1931).

## Biografi
Jackie Coopers far lämnade familjen när Jackie bara var två år gammal. Hans mor var pianist och tidigare barnskådespelare. Hans morbror var manusförfattare och hans moster var skådespelare och gift med regissören Norman Taurog. 

## Filmografi i urval
- 1929 – Boxing Gloves
- 1930 – School's Out
- 1930 – Bear Shooters
- 1930 – Shivering Shakespeare
- 1930 – Pups Is Pups
- 1931 – Pappas pojke på äventyr
- 1931 – En hjälte
- 1931 – The Christmas Party
- 1932 – The Voice of Hollywood No. 13 (Second Series)
- 1933 – Fröjdernas gata
- 1934 – Skattkammarön
- 1937 – Our Gang Follies of 1938
- 1938 – White Banners
- 1938 – Första svärmeriet
- 1939 – Streets of New York
- 1940 – Frank James hämnd
- 1941 – Ziegfeldflickan
- 1971 – Maybe I'll Come Home in the Spring
- 1971 – Kärleksmaskinen
- 1973 – Columbo: Candidate for Crime
- 1974 – Fladdermössen
- 1978 – Superman the Movie
- 1980 – Superman II
- 1983 – Stålmannen går på en krypto-nit
- 1987 – Stålmannen i kamp för freden
- 1987 – Älskling, jag ger mej

## Teater

### Roller
| År   | Roll              | Produktion                                  | Regi        | Teater                        |
| ---- | ----------------- | ------------------------------------------- | ----------- | ----------------------------- |
| 1954 | Francis X. Dignan | King of Hearts Jean Kerr och Eleanor Brooke | Walter Kerr | Lyceum Theatre, New York, USA |